# Bonvillet
Bonvillet – to miejscowość i gmina we Francji, w regionie Grand Est, w departamencie Wogezy.
Według danych na rok 1990 gminę zamieszkiwało 430 osób, a gęstość zaludnienia wynosiła 43 osób/km² (wśród 2335 gmin Lotaryngii Bonvillet plasuje się na 641. miejscu pod względem liczby ludności, natomiast pod względem powierzchni na miejscu 606.).